# VfR 07 Schweinfurt
Der VfR 07 Schweinfurt war ein bis 2011 aktiver Sportverein aus Schweinfurt, der im Jahr 1907 gegründet wurde und der vor allem durch deutschlandweite Erfolge seiner Fußballabteilung in den 1930er und 1940er Jahren eine überregionale Bedeutung besaß. Im Jahr 2015 wurde der Verein aufgelöst.
Mit Robert Bernard stellte der VfR 07 in den 30er Jahren einen deutschen Nationalspieler, welcher zu zwei Einsätzen bei den Olympischen Sommerspielen 1936 kam. Ebenfalls aus dem Verein hervor ging der 44-fache DFB-Auswahlspieler und WM-Teilnehmer Andreas „Ander“ Kupfer, der 1933 zum lokalen Konkurrenten 1. FC Schweinfurt 05 wechselte.

## Geschichte

### Entstehung des Vereins
Der Verein wurde am 14. Mai 1907 unter dem Namen 1. FV Viktoria 1907 Schweinfurt gegründet. Im Mai 1926 fusionierte er mit dem FC Union 1909 Schweinfurt und erhielt seinen bis zur Auflösung über 80 Jahre später bestehenden Namen. 1928 wurde das Stadion am Hutrasen bezogen, das im Jahr 1941 Platz für 6000 Zuschauer bot.

### 1930er und 1940er Jahre
Im Jahr 1939 stieg der VfR 07 in die erstklassige Gauliga Bayern auf, in der er zunächst für zwei Jahre spielte. In der ersten Saison 1939/40 wurde mit dem 9. Platz die beste Platzierung erzielt. 1940 erreichte der Verein durch einen Sieg gegen den Mülheimer SV 06 die zweite Schlussrunde im Tschammerpokal, musste sich in dieser jedoch dem Pokalsieger von 1938 und späteren Deutschen Meister SK Rapid Wien geschlagen geben. Ab 1942 spielte der VfR 07 erneut für zwei Jahre in Bayerns höchster Liga, die zu diesem Zeitpunkt kriegsbedingt in eine Nord- und eine Südstaffel aufgeteilt wurde.

### Weitere Entwicklung
In der Nachkriegszeit konnte der Verein nicht mehr an seine großen Erfolge anknüpfen. Entgegen dem Versprechen, dass jeder Verein wieder in der gleichen Klasse anfangen könne, wurde der VfR tiefer angesiedelt. Viele Spieler, darunter auch Robert Bernard, wanderten deshalb zum FC 05 ab, der in die Oberliga Süd aufgenommen wurde.
Nachdem die Fußballmannschaft Ende der 1970er Jahre nochmals für drei Spielzeiten in die Landesliga Bayern-Nord aufsteigen konnte, war sie anschließend vor allem in der Bezirksliga zu finden, später auch nur noch in der örtlichen Kreisliga. Erwähnenswert in dieser Zeit ist das 90-jährige Vereinsjubiläum 1997, zu dem die Backstreet Boys engagiert wurden und vor 25.000 Besuchern im Willy-Sachs-Stadion auftraten.
Zu den angebotenen Sportarten zählten nach dem Millennium neben Fußball noch Tennis und Gymnastik. Die Fußballmannschaft spielte ab Juni 2010 gemeinsam mit dem SC 1900 Schweinfurt als Fußballspielgemeinschaft Schweinfurt. Im April 2011 meldete der VfR 07 Schweinfurt Insolvenz an.
Die Sportanlage am Hutrasen wurde an den türkischen Schweinfurter Verein Hilalspor Schweinfurt vermietet.
Der VfR Schweinfurt zählte zuletzt nur noch etwa 100 Mitglieder.

## Erfolge

### Pokal-Wettbewerbe
- Tschammerpokal: Zweite Schlussrunde 1940

### Liga-Zugehörigkeiten
- Erstklassig:
  - Gauliga Bayern: 1939/40, 1940/41, 1942/43, 1943/44
- Zweitklassig:
  - Landesliga Bayern: 1945/46, 1946/47

## Tschammerpokal-Teilnahmen

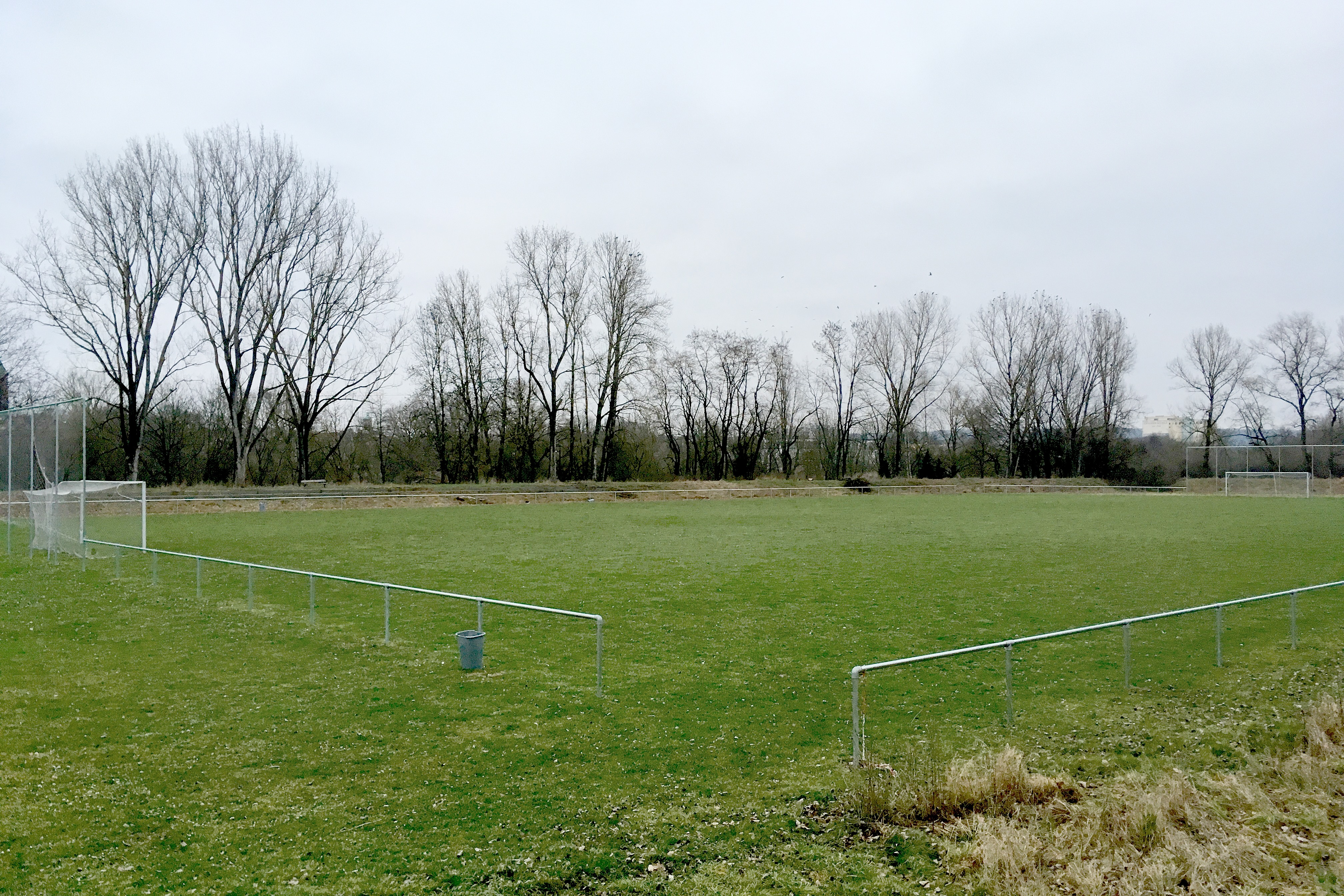
Sportgelände am Hutrasen (2018)

Spiele des VfR 07 Schweinfurt im Tschammerpokal:
| Saison | Runde         | Datum              | Heimmannschaft     | Gastmannschaft     | Ergebnis  | Zuschauer |
| 1940   | 1. Hauptrunde | 18. August 1940    | VfR 07 Schweinfurt | Mülheimer SV 06    | 2:1 n. V. | 3.000     |
| 1940   | 2. Hauptrunde | 15. September 1940 | SK Rapid Wien      | VfR 07 Schweinfurt | 7:1       | 8.000     |

## Bekannte Spielerpersönlichkeiten
In Klammern die Anzahl der Einsätze/Tore für die deutsche Fußballnationalmannschaft als Spieler des VfR 07 Schweinfurt.
- Robert Bernard (2/0)
- Andreas Kupfer